# Sony Pictures Animation
Sony Pictures Animation är ett amerikanskt företag och datoranimeringstudio, en avdelning inom Sony Pictures Motion Pictures Group, grundad 2002.

## Långfilmer
Samtliga producerade i samarbete med Columbia Pictures.
- Boog & Elliot - Vilda vänner (Open Season, 2006)
- Surf's Up (2007)
- Det regnar köttbullar (Cloudy with a Chance of Meatballs, 2009)
- Smurfarna (The Smurfs, 2011)
- Arthur och julklappsrushen (Arthur Christmas, 2011)
- Piraterna! (The Pirates! Band of Misfits, 2012)
- Hotell Transylvanien (Hotel Transylvania, 2012)
- Smurfarna 2 (The Smurfs 2, 2013)
- Det regnar köttbullar 2: Den stora matkampen (Cloudy with a Chance of Meatballs 2, 2013)
- Hotell Transylvanien 2 (Hotel Transylvania 2, 2015)
- Goosebumps (2015)
- Smurfarna: Den försvunna byn (Smurfs: The Lost Village, 2017)
- The Emoji Movie (2017)
- The Star (2017)
- Pelle Kanin (Peter Rabbit, 2018)
- Hotell Transylvanien 3: En monstersemester (Hotel Transylvania 3: Summer Vacation, 2018)
- Goosebumps 2 (Goosebumps 2: Haunted Halloween, 2018)
- Spider-Man: Into the Spider-Verse (2018)
- The Angry Birds Movie 2 (2019)
- Familjen Mitchell mot maskinerna (The Mitchells vs The Machines, 2021)
- Önskedraken (Wish Dragon, 2021)
- Vivo (2021)
- Hotell Transylvanien: Ombytta roller (Hotel Transylvania: Transformania, 2022)
- Spider-Man: Across the Spider-Verse (2023)